# Вуж бронзовий пофарбований
Вуж бронзовий пофарбований (Dendrelaphis pictus) — неотруйна змія з роду бронзових вужів родини Вужеві. Інші назви «звичайний бронзовий вуж» та «індонезійський бронзовий вуж».

## Опис

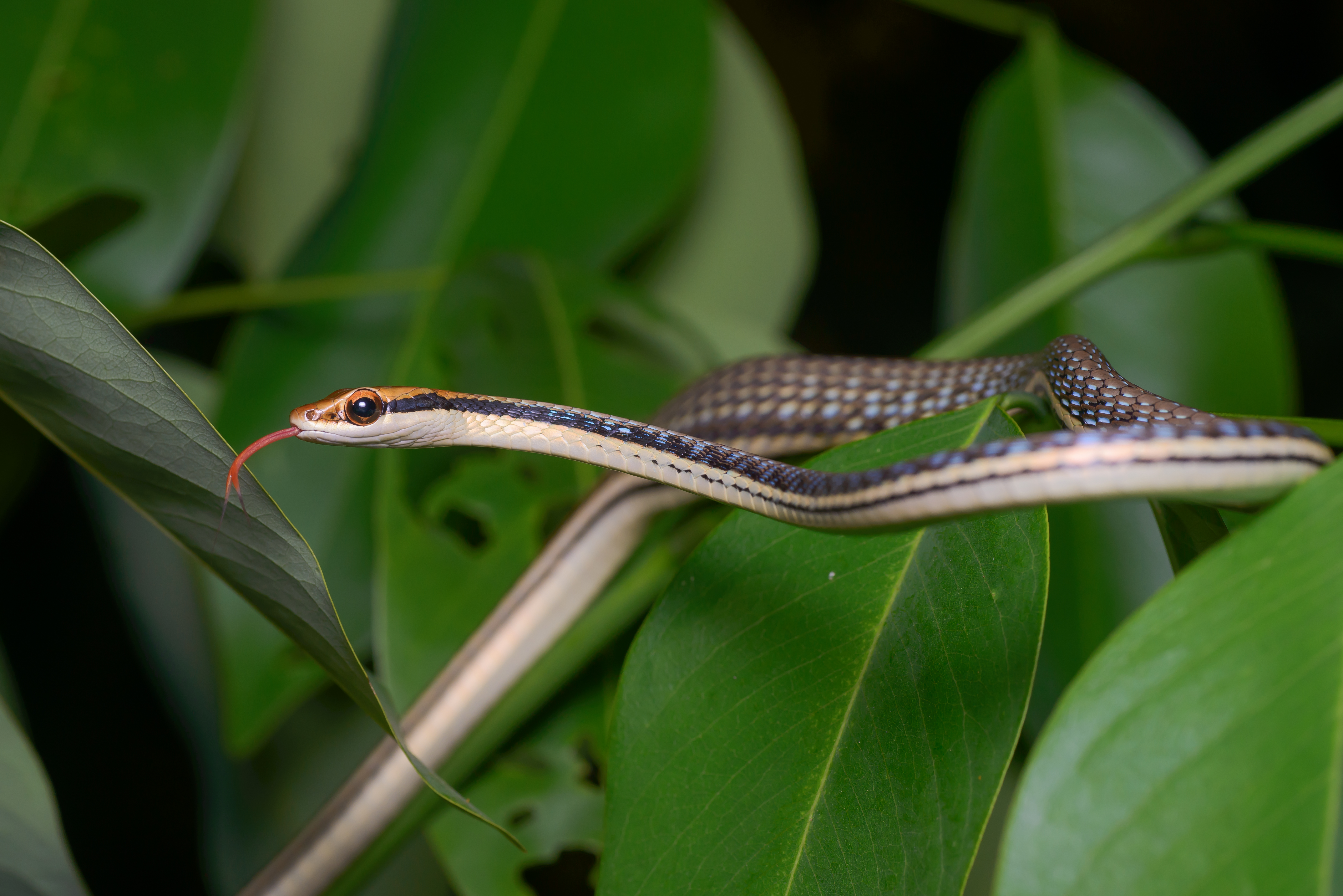
Dendrelaphis pictus, Каенг Крачан, Таїланд

Загальна довжина досягає 1,5 м. Голова та тулуб досить стрункий. Верхня сторона тулуба забарвлена у світло-коричневий або блідо-жовтий колір. Луска на боках має неяскраві чорні облямовки. З боків голови від кінчика морди через око й далі по всьому тулубу до кінчика хвоста тягнеться чорна смуга. У передній, самої широкої третини цієї смуги присутні цятки зеленуватого або бірюзового відтінку, розташовані вертикальними рядками. Ближче до хвоста вона звужується й перетворюється на тонку лінію. Під нею розташовується світла смуга, що йде до кінця тулуба, яка своєю чергою підкреслюється нижчерозташованою чорною смужкою, що починається відразу позаду шиї. Цей контрастний поздовжній малюнок не поширюється на хвіст.

## Спосіб життя
Зустрічається біля поселень людини: у парках та вторинних лісах. Полюбляє також первинні дощових ліси, як рівнинних, так у гірських місцинах. Практичне усе життя проводить на деревах. Активний вдень. Досить моторна та швидка змія. Харчується жабами, ящірками, дрібними ссавцями, іншими зміями.
Це яйцекладна змія. Самка відкладає від 5 до 8 яєць.

## Розповсюдження
Мешкає у південно-східній Азії — від Індії до Зондських островів та Філіппін. Зустрічається також на о. Хайнань й біля Гонконгу (Китай).